# Prosopocoilus yasusukei
Prosopocoilus yasusukei là một loài bọ cánh cứng trong họ Lucanidae. Loài này được Ikeda mô tả khoa học năm 1996.